# Colletotrichum crassipes
Colletotrichum crassipes är en svampart som först beskrevs av Speg., och fick sitt nu gällande namn av Arx 1957. Colletotrichum crassipes ingår i släktet Colletotrichum och familjen Glomerellaceae.   Inga underarter finns listade i Catalogue of Life.